# Posamostaljena pridevniška beseda
Posamostaljena pridevniška beseda je samostalniška beseda, ki je nastala iz pridevnika.
Običajno so posamostaljene pridevniške besede lastna imena (Kitajska, Dolenjska ...). Lahko pa je posamostaljena pridevniška beseda tudi občno ime (ženska, belo (belo vino) ...).
Sklanjanje posamostaljenih pridevniških besed poteka po 1. sklanjatvi (Kitajska - Kitajske, Moder (priimek) - Modra) ali pa se sklanja kot določna oblika pridevnika (dežurni - dežurnega). Obstajajo tudi dvojnice, pri kateri je eno ime izpeljano iz pridevnika po 1. sklanjatvi (na primer Dolenjska - Dolenjske), drugo pa iz določne oblike pridevnika (Dolenjsko - Dolenjskega).